# Hannah Montana (саундтрек)
Hannah Montana — первый альбом-саундтрек, CD+DVD, сериала «Ханна Монтана», выпущен 24 октября 2006 года на лейбле Walt Disney Records.

## Об альбоме
Первые 8 песен исполняет певица и актриса Майли Сайрус. Также в этом саундтреке есть 4 песни других исполнителей, и ещё 1 трек, последний в саундтреке, которую поют Майли Сайрус и её отец, Билли Рэй Сайрус. Саундтрек был 8-м лучшим продаваемым альбомом 2006 года в США с почти 2 миллионами копий, проданных в этом году. За всё время продажи были более 3,7 миллиона копий в США и более 4,5 миллионов по всему миру.
Сайндтрек дебютировал на #1 в американском Billboard 200, где оставался в течение 2 недель.

## Список композиций
1. The Best of Both Worlds
2. Who Said
3. Just Like You
4. Pumpin' Up the Party
5. If We Were A Movie
6. I Got Nerve
7. The Other Side of Me
8. This Is the Life
9. Pop Princess (исполняет The Click Five)
10. She’s No You (исполняет Jesse McCarthey)
11. Find Yourself in You (исполняет Everlife)
12. Shining Star (исполняет B5)
13. I Learned from You (исполняют Майли Сайрус и Билли Рэй Сайрус)